# Bulus (Bandung)
Bulus is een bestuurslaag in het regentschap Tulungagung van de provincie Oost-Java, Indonesië. Bulus telt 1941 inwoners (volkstelling 2010).